# Molnár Károly (ügyvéd)
Molnár Károly (Cservenka, 1860 – 1915 után) jogi doktor és ügyvéd, országgyűlési képviselő.

## Életútja
Molnár Miklós és Poór Matild fiaként született. A jogi doktori és ügyvédi vizsga letétele után Bács vármegye szolgálatába lépett és 1888-tól mint a kulai járás főszolgabírája, később mint a megye főjegyzője szerzett a közügyek terén érdemeket. 1894-től megyei főügyész volt. 1896-ban először és 1901-ben újra megválasztották a Hódság-kerületében (Bács-Bodrog megye) szabadelvű programmal. 1899-ben a Bács-Bodrog vármegyei Történelmi Társulat tagja lett. Tagja volt a naplóbíráló bizottságnak is. A Bácsmegyei Agrártakarékpénztár igazgatói tisztét is betöltötte. Felesége a cservenkai születésű Mihályi Bella (Izabella) volt, akivel 1890. szeptember 15-én kötött házasságot Zomborban, és aki 1892. december 21-én, 27 éves korában Zomborban elhunyt tüdővészben.
Országgyűlési beszédei a Naplókban vannak.